# Municipio Yaco
Das Municipio Yaco liegt im Departamento La Paz im südamerikanischen Anden-Staat Bolivien.

## Lage im Nahraum
Das Municipio Yaco ist eines von fünf Municipios der Provinz Loayza und liegt im südöstlichen Teil der Provinz. Es grenzt im Nordwesten an das Municipio Luribay, im Westen an die Provinz Aroma, im Süden an das Departamento Oruro, im Osten an die Provinz Inquisivi und im Norden an das Municipio Malla.
Das Municipio hat 64 Ortschaften (localidades), der zentrale Ort des Municipios ist Yaco mit 577 Einwohnern im zentralen Teil des Municipios, zweitgrößter Ort im Municipio ist Tablachaca mit 516 Einwohnern. (Volkszählung 2012)

## Geographie
Das Municipio Yaco liegt auf einer mittleren Höhe von 2500 m in der Kordillere Serranía de Sicasica, zwischen dem bolivianischen Altiplano im Westen und dem Amazonas-Tiefland im Osten. Die mittlere Durchschnittstemperatur der Region liegt bei 12 °C, der Jahresniederschlag beträgt 500 bis 600 mm, mit einer ausgeprägten Trockenzeit in den Monaten Juni und Juli.

## Bevölkerung
Das Municipio hat eine Fläche von 592 km² und eine Bevölkerungsdichte von 12,4 Einwohnern/km². (Volkszählung 2012)
Die Einwohnerzahl des Municipios ist zwischen 1992 und 2024 auf knapp das Doppelte angestiegen:
| Jahr | Einwohner | Quelle       |
| ---- | --------- | ------------ |
| 1992 | 6.420     | Volkszählung |
| 2001 | 7.866     | Volkszählung |
| 2012 | 7.315     | Volkszählung |
| 2024 | 12.303    | Volkszählung |

Die Lebenserwartung der Neugeborenen lag im Jahr 2001 bei 59,8 Jahren, die Säuglingssterblichkeit ist von 9,6 Prozent (1992) auf 7,4 Prozent im Jahr 2001 gesunken.
Der Alphabetisierungsgrad bei den über 19-Jährigen beträgt 81,9 Prozent, und zwar 93,6 Prozent bei Männern und 70,0 Prozent bei Frauen. (2001)
83,4 Prozent der Bevölkerung sprechen Spanisch, 97,5 Prozent sprechen Aymara, und 0,2 Prozent Quechua. (2001)
99,3 Prozent der Bevölkerung haben keinen Zugang zu Elektrizität, 89,6 Prozent leben ohne sanitäre Einrichtung.  (2001)
91,8 Prozent der insgesamt 1.614 Haushalte besitzen ein Radio, 3,3 Prozent einen Fernseher, 35,0 Prozent ein Fahrrad, 1,5 Prozent ein Motorrad, 3,3 Prozent ein Auto, 0,2 Prozent einen Kühlschrank und 0,6 Prozent ein Telefon.  (2001)

## Politik
Ergebnis der Regionalwahlen (concejales del municipio) vom 4. April 2010:
| Wahl- berechtigte |  | Wahl- beteiligung | gültige Stimmen |  | MAS-IPSP | G.A.S. | IGUAL  | ASP   | M.P.S. | UN    |
| ----------------- |  | ----------------- | --------------- |  | -------- | ------ | ------ | ----- | ------ | ----- |
| 3.084             |  | 2.820             | 2.082           |  | 662      | 519    | 482    | 171   | 155    | 93    |
|                   |  | 91,4 %            | 73,8 %          |  | 31,8 %   | 24,9 % | 23,2 % | 8,2 % | 7,4 %  | 4,5 % |

Ergebnis der Regionalwahlen (elecciones de autoridades políticas) vom 7. März 2021:
| Wahl- berechtigte |  | Wahl- beteiligung | gültige Stimmen |  | MAS-IPSP | J.A.LLALLA.L.P. | MTS    | ASP    | PBCSP  | FPV    | PDC    |
| ----------------- |  | ----------------- | --------------- |  | -------- | --------------- | ------ | ------ | ------ | ------ | ------ |
| 3.446             |  | 3.066             | 2.433           |  | 1.057    | 846             | 212    | 76     | 57     | 38     | 31     |
|                   |  | 88,97 %           | 79,35 %         |  | 43,44 %  | 34,77 %         | 8,71 % | 3,12 % | 2,34 % | 1,56 % | 1,27 % |

## Gliederung
Das Municipio untergliederte sich bei der Volkszählung von 2012 in die folgenden acht Kantone (cantones):
- 02-0903-01 Kanton Yaco – 11 Ortschaften – 1.179 Einwohner (2001: 1.270 Einwohner)
- 02-0903-02 Kanton Caxata – 3 Ortschaften – 429 Einwohner (2001: 329 Einwohner)
- 02-0903-03 Kanton Challoma – 6 Ortschaften – 976 Einwohner (2001: 751 Einwohner)
- 02-0903-04 Kanton Chucamarca – 7 Ortschaften – 898 Einwohner (2001: 1.318 Einwohner)
- 02-0903-05 Kanton Llipi Llipi – 1 Ortschaft – 240 Einwohner (2001: 251 Einwohner)
- 02-0903-06 Kanton Umalaco – 1 Ortschaft – 211 Einwohner (2001: 318 Einwohner)
- 02-0903-07 Kanton Villa Puchuni – 28 Ortschaften – 2.687 Einwohner (2001: 3.145 Einwohner)
- 02-0903-08 Kanton Tablachaca – 7 Ortschaften – 695 Einwohner (2001: 474 Einwohner)

## Ortschaften im Municipio Yaco
- Kanton Yaco
  - Yaco 577 Einw.

- Kanton Caxata
  - Caxata 357 Einw.

- Kanton Challoma
  - Challoma Grande 308 Einw.

- Kanton Chucamarca
  - Chucamarca 310 Einw.

- Kanton Llipi Llipi
  - Llipi Llipi 240 Einw.

- Kanton Umalaco
  - Umalaco 211 Einw.

- Kanton Villa Puchuni
  - Villa Puchuni 384 Einw.

- Kanton Tablachaca
  - Tablachaca 516 Einw.